# Fred Armisen
Fred Armisen (Hattiesburg, 4 de dezembro de 1966) é um músico, comediante e ator estado-unidense mais conhecido por seu trabalho como membro do elenco de Saturday Night Live. Também atuou em Um Natal Brilhante, EuroTrip, O Âncora: A Lenda de Ron Burgundy e Tiras em Apuros.

## Início
Armisen nasceu em Hattiesburg, Mississippi, e se mudou para Manhattan, Nova York quando era bebê. Ele foi criado em Valley Stream, Nova York, em Long Island. Sua mãe é venezuelana e seu pai tem ascendência Alemã e Japonesa. Ele frequentou a Escola de Artes Visuais (NYC) antes de sair para começar uma carreira como baterista de rock. Ele afirmou que assistia as bandas The Clash e Devo tocando na televisão, e desejava se tornar um artista desde que era criança.

## Carreira

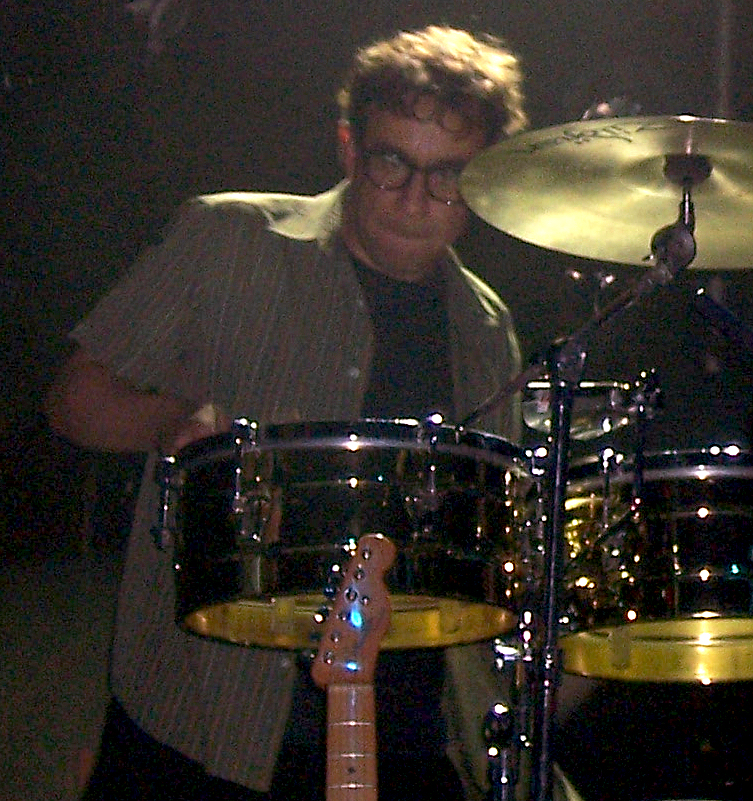
Armisen se apresentando em 2006 no Webster Hall.

### Música
Em 1984, Armisen tocava bateria em uma banda local, juntamente com seus amigos do ensino médio em Valley Stream, Nova York, mas o grupo acabou pouco tempo depois. Armisen começou sua carreira em 1988 quando se mudou de Nova York para Chicago para tocar bateria para a banda de punk rock Trenchmouth. Nos anos 90, ele tocou bateria de fundo junto ao Blue Man Group em Chicago.
Ele toca bateria em três faixas do álbum Let's Stay Friends (2007) de Les Savy Fav.

### TV e cinema
Enquanto tocava com a banda Trenchmouth, os interesses de Armisen se voltaram para a atuação. Em uma entrevista em janeiro de 2006, ele disse, "Eu queria estar na TV de alguma forma. Por alguma razão, eu sempre pensei que seria uma rota indireta; eu não sabia que seria pela comédia e no Saturday Night Live. Eu só queria fazer algo ligado a apresentação que me levasse até lá".

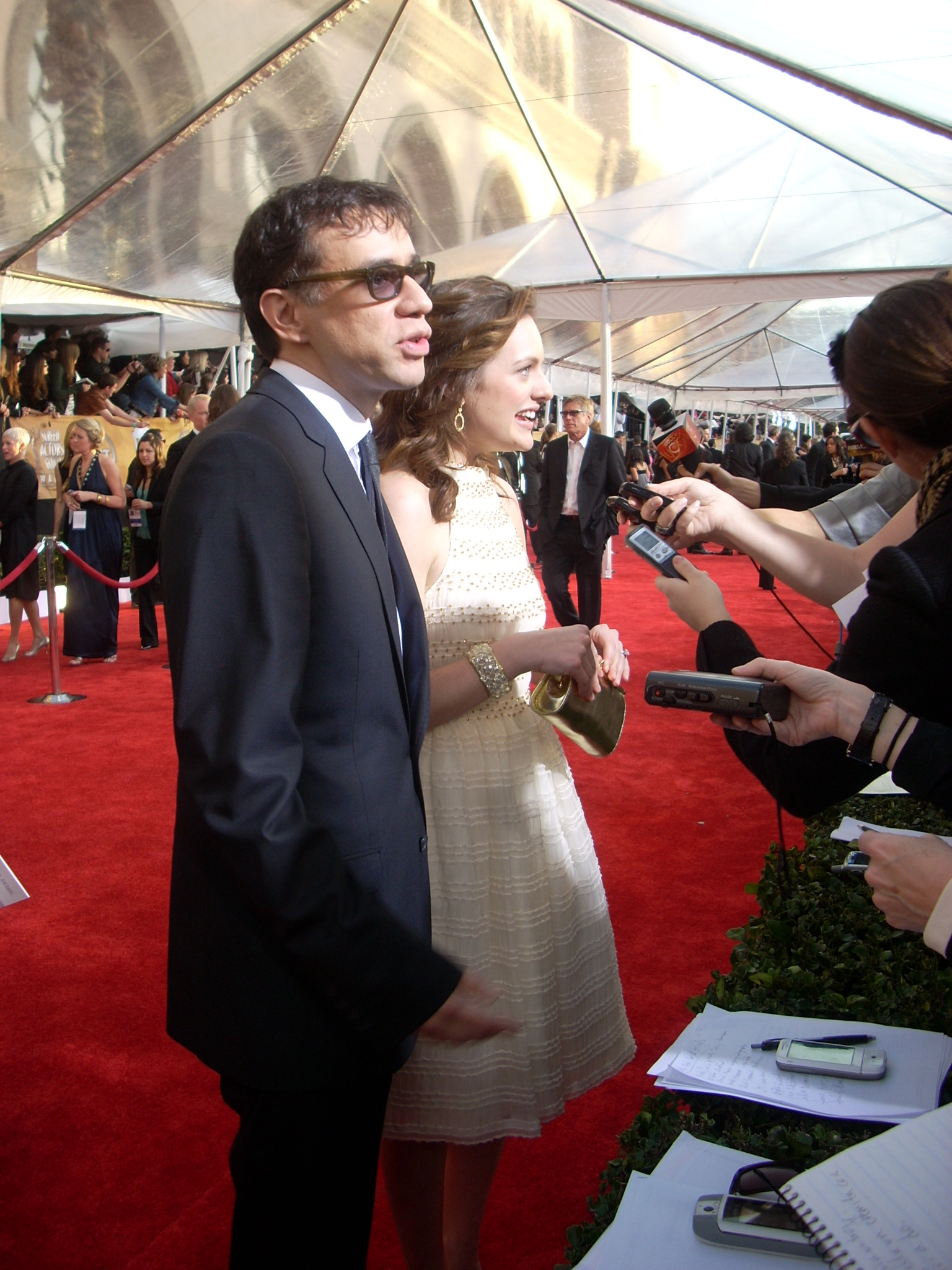
Armisen e Elisabeth Moss no Prêmio Screen Actors Guild 2008.

O subseqüente trabalho de Armisen na TV o levou, em 2002, a um papel no elenco de destaque do Saturday Night Live. Na temporada 2004, ele foi promovido a um membro do elenco de repertório.
Armisen atuou em vários papéis menores e de apoio em filmes de comédia como EuroTrip, Gigolô Europeu por Acidente, O Âncora: A Lenda de Ron Burgundy, Um Natal Brilhante, O Ex-Namorado da Minha Mulher, O Roqueiro e Os Delírios de Consumo de Becky Bloom.
Atualmente, ele protagoniza a série Portlandia, junto a Carrie Brownstein.
Na nova série de TV do canal Cartoon Network O Show dos Looney Tunes, Armisen faz a voz do personagem Ligeirinho na versão em inglês.
Armisen é um dos entrevistados no documentário de 2014 Salad Days (filme).

## Vida pessoal
Armisen foi casado com a cantora e compositora inglesa Sally Timms de 1998 a 2004.
Em outubro de 2009, ele se casou com a atriz Elisabeth Moss, mas em agosto de 2010 a imprensa informou que Moss e Armisen haviam se separado no início do ano.
Em agosto de 2010, o comediante namorou a companheira do Saturday Night Live, Abby Elliott, mas um mês depois o relacionamento dos dois teve fim.